# G7 del 2017
Il 43º vertice del G7 si è svolto al Palacongressi di Taormina (ME), in Sicilia, Italia, il 26 e 27 maggio 2017. La riunione è stata guidata dal Presidente del Consiglio italiano Paolo Gentiloni. Per la quarta volta consecutiva dopo la sospensione della Russia dal G8 nel marzo 2014 il vertice si è tenuto nel formato G7. In occasione dell'evento è stato emesso un francobollo celebrativo da 0,95 €.

## Scelta della sede

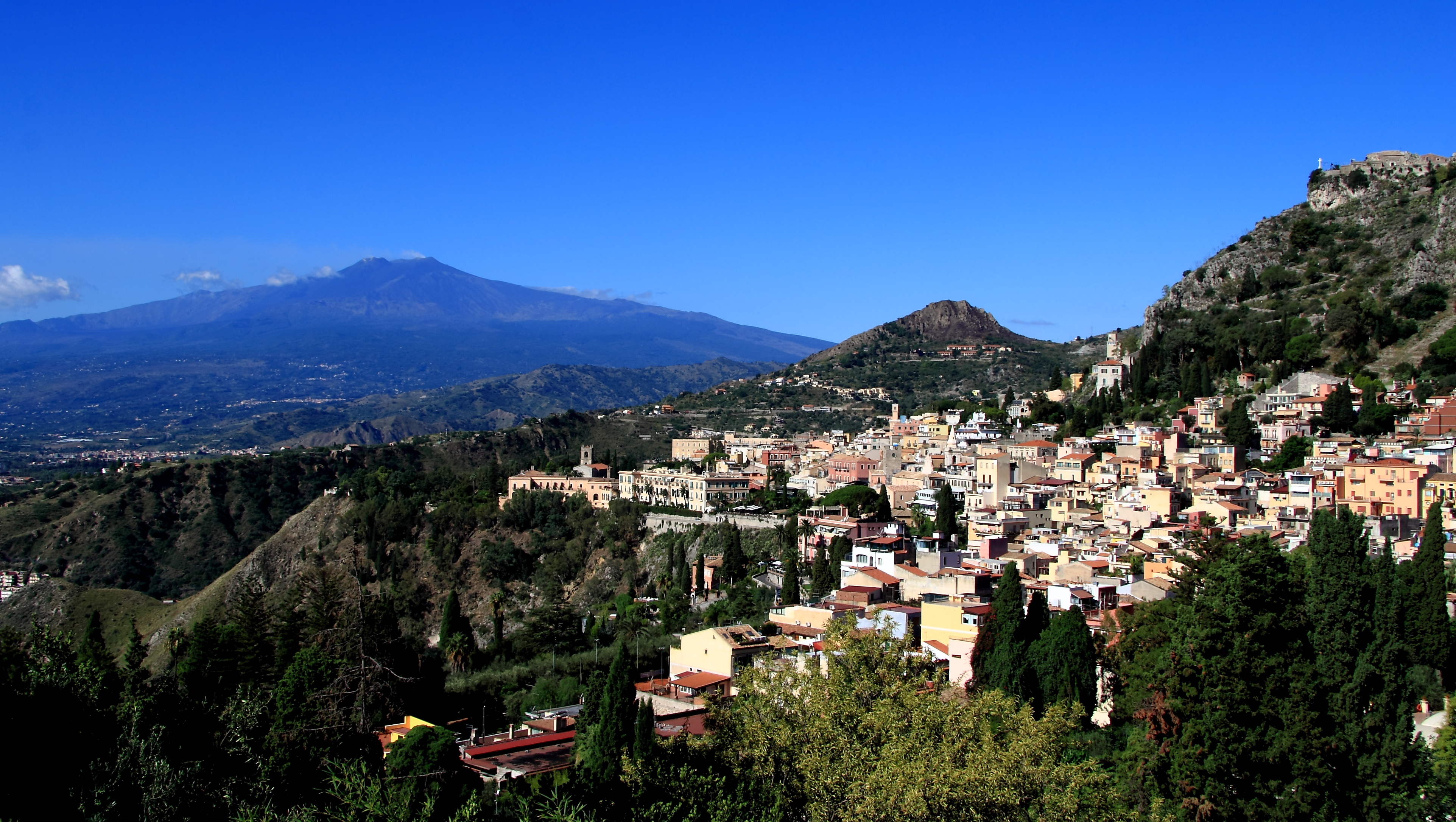
Veduta di Taormina

La scelta di Taormina come sede del G7 fu annunciata dall'allora Presidente del Consiglio Matteo Renzi il 4 luglio 2016. Il vertice era inizialmente programmato per svolgersi a Firenze. Tra i motivi del cambio di scelta, Renzi citò le parole di un leader internazionale che, in occasione di un precedente vertice, con una battuta aveva evidenziato il suo pregiudizio nei confronti della Sicilia additandola come terra di mafia e affermò che quelle parole lo avevano convinto a fissare il G7 proprio in Sicilia.
La scelta della Sicilia è stata inoltre motivata dal Governo con la volontà di tener viva l'attenzione dell'opinione pubblica mondiale e dei leader sulla vicenda delle migrazioni e dei profughi. Il logo e il programma dell'evento sono stati presentati a Taormina il 22 ottobre 2016.

## Partecipanti
Ben quattro dei sette leader (Gentiloni, May, Trump e Macron) hanno partecipato al vertice per la prima volta.
Segue l'elenco completo dei partecipanti.

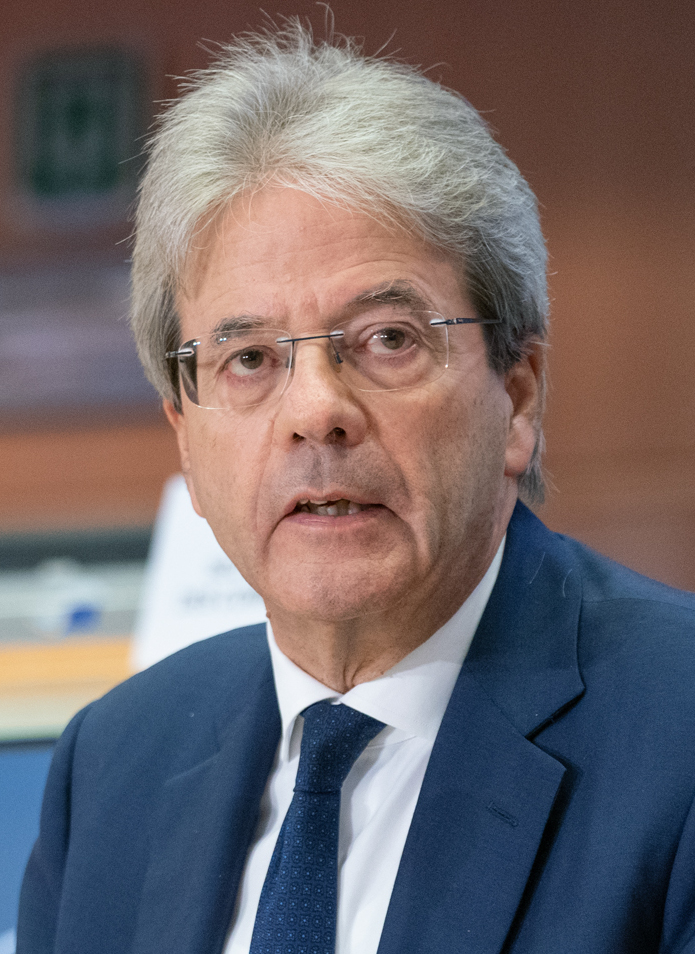
ITA Paolo Gentiloni, Presidente del Consiglio
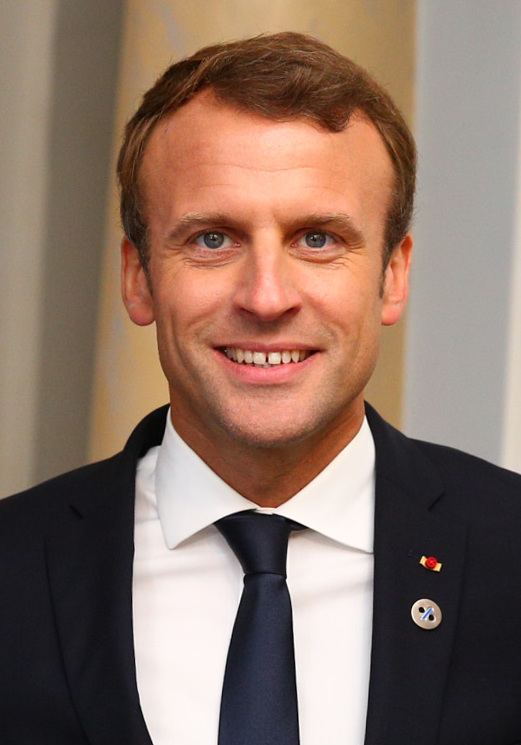
FRA Emmanuel Macron, Presidente
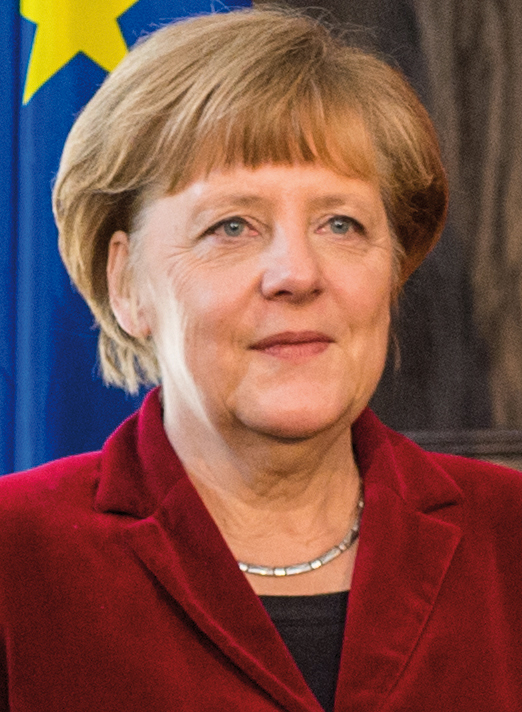
DEU Angela Merkel, Cancelliere
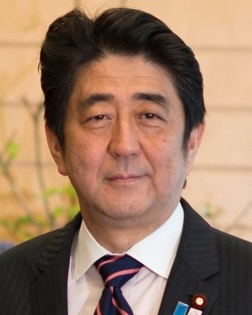
JPN Shinzō Abe, Primo ministro
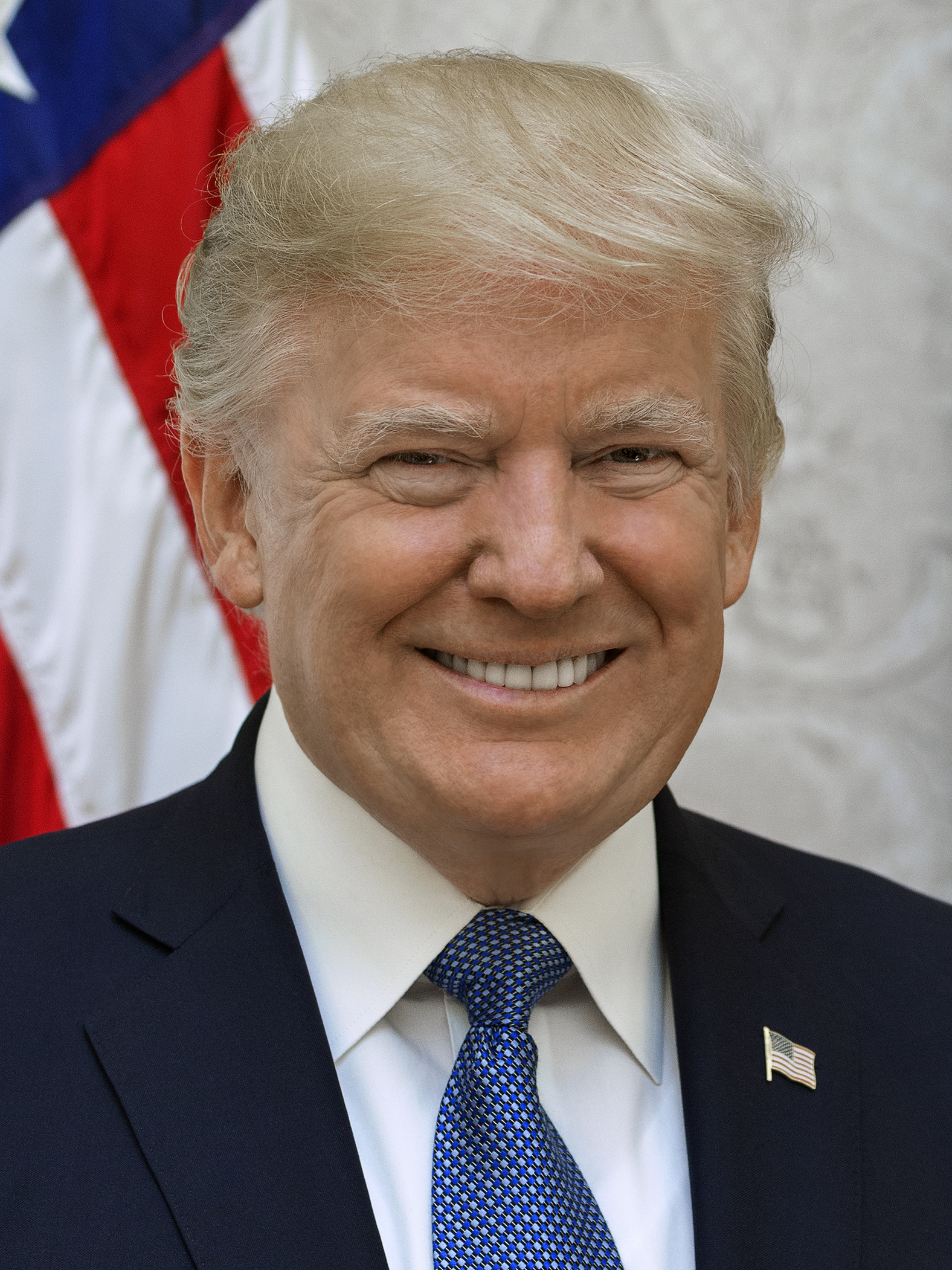
USA Donald Trump, Presidente
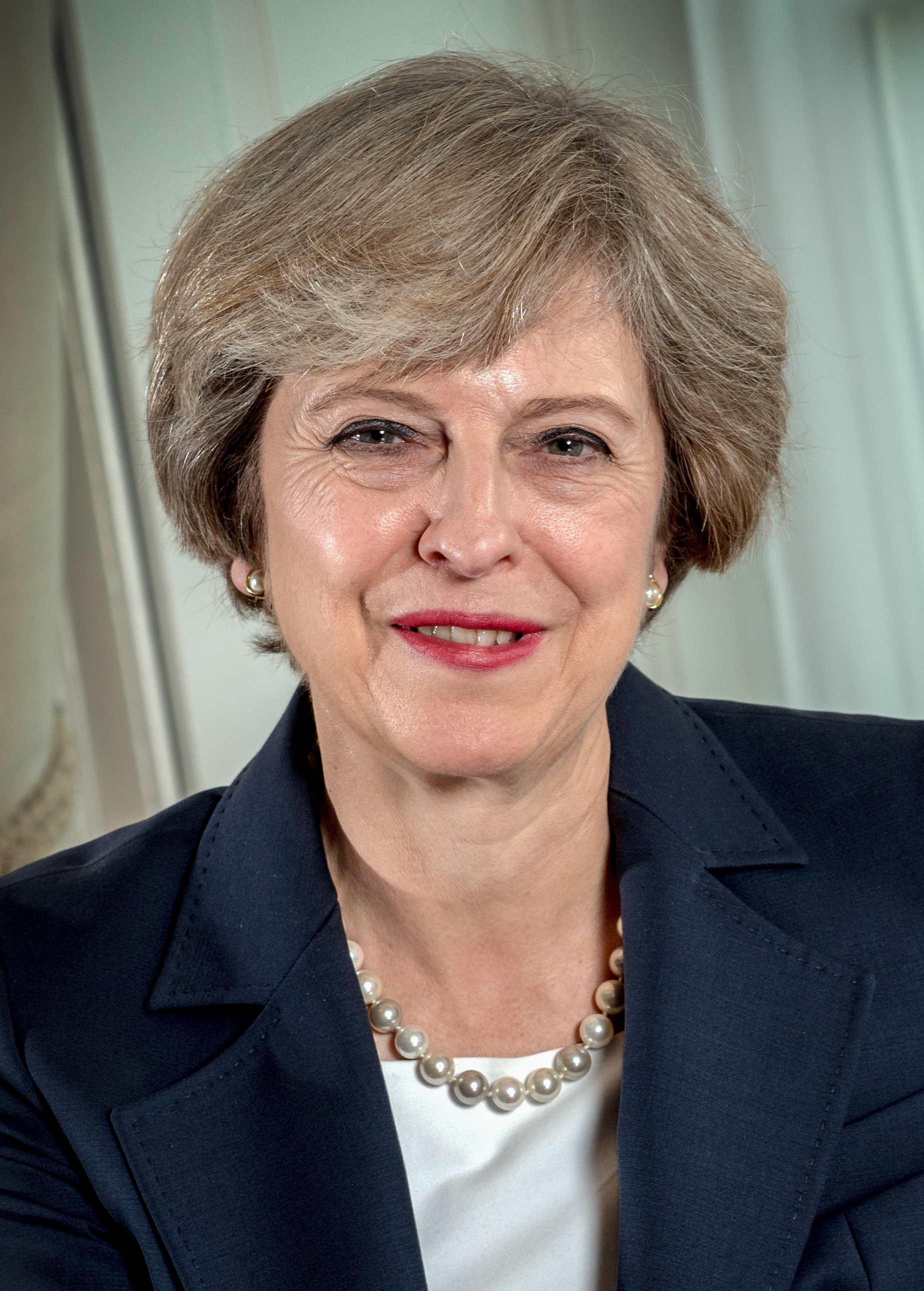
' Theresa May, Primo ministro
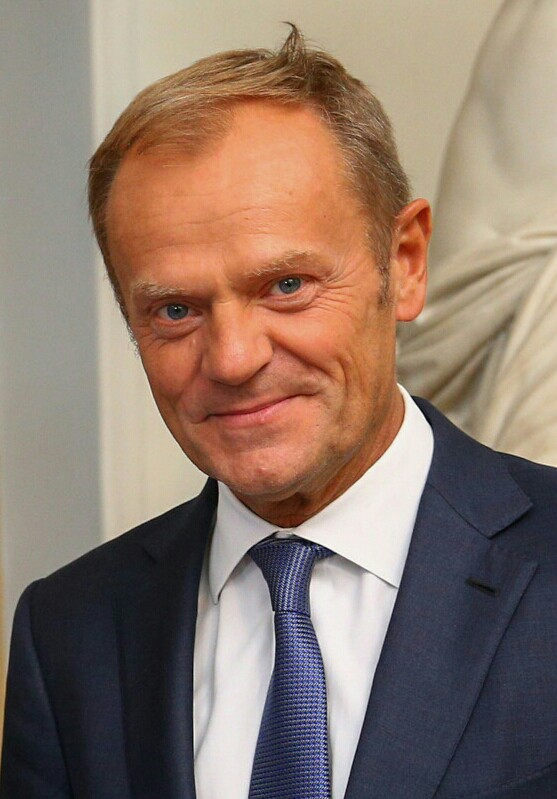
' Donald Tusk, Presidente del Consiglio europeo
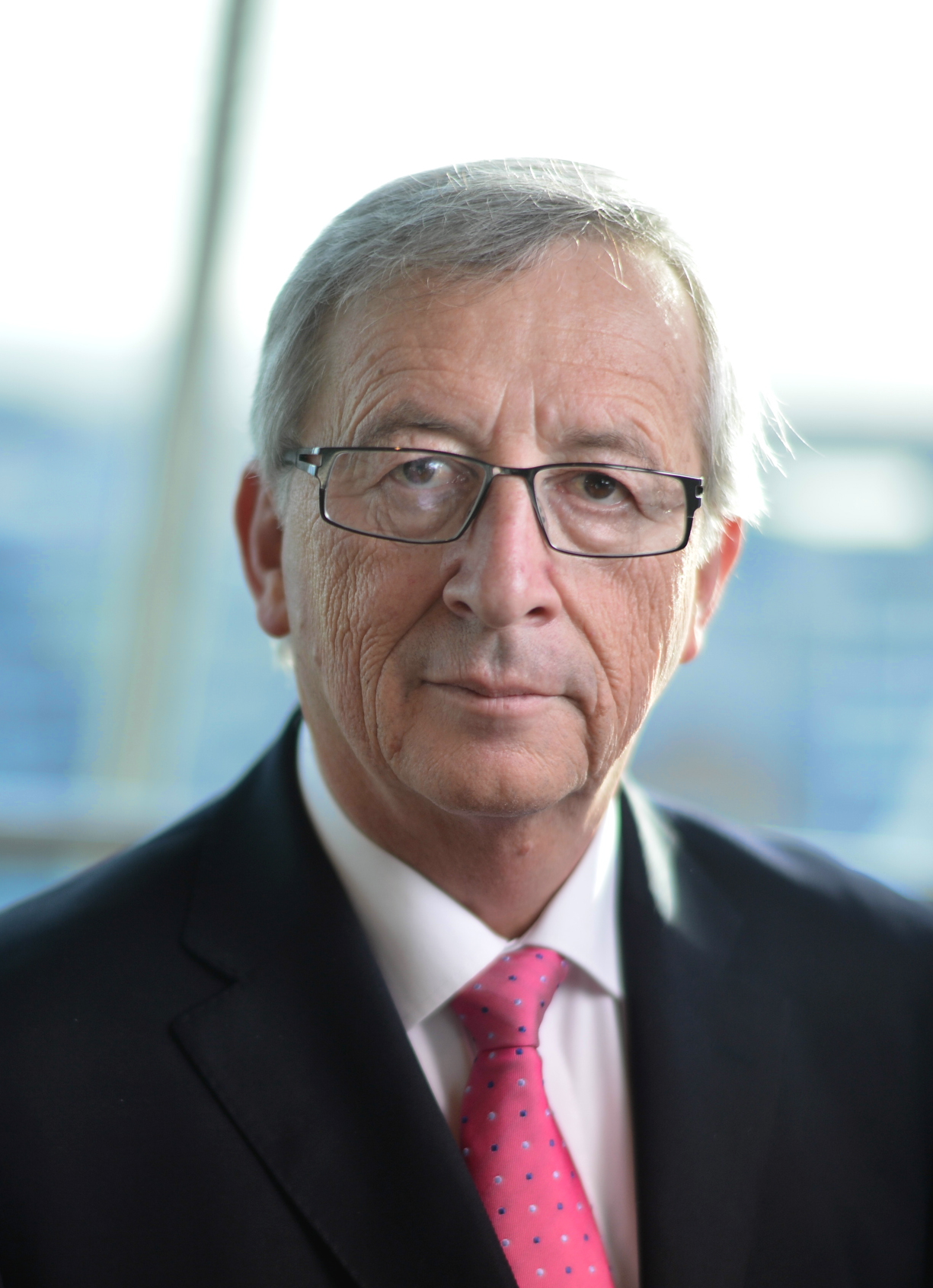
' Jean-Claude Juncker, Presidente della Commissione

| I membri del G7 In grassetto lo Stato ospitante | Rappresentato da    | Titolo                               | Vertici precedenti                                               |
| ----------------------------------------------- | ------------------- | ------------------------------------ | ---------------------------------------------------------------- |
| Italia                                          | Paolo Gentiloni     | Presidente del Consiglio             | Prima partecipazione                                             |
| Canada                                          | Justin Trudeau      | Primo ministro                       | 2016                                                             |
| Francia                                         | Emmanuel Macron     | Presidente                           | Prima partecipazione                                             |
| Germania                                        | Angela Merkel       | Cancelliere federale                 | 2016, 2015, 2014, 2013, 2012, 2011, 2010, 2009, 2008, 2007, 2006 |
| Giappone                                        | Shinzō Abe          | Primo ministro                       | 2016, 2015, 2014, 2013, 2007                                     |
| Regno Unito                                     | Theresa May         | Primo ministro                       | Prima partecipazione                                             |
| Stati Uniti d'America                           | Donald Trump        | Presidente                           | Prima partecipazione                                             |
| Unione europea                                  | Jean-Claude Juncker | Presidente della Commissione europea | 2016, 2015                                                       |
| Unione europea                                  | Donald Tusk         | Presidente del Consiglio europeo     | 2016, 2015                                                       |

- Italia
Paolo Gentiloni, 
Presidente del Consiglio
- Francia
Emmanuel Macron, Presidente
- Germania
Angela Merkel, Cancelliere
- Giappone
Shinzō Abe, 
Primo ministro
- Stati Uniti
Donald Trump, Presidente
- Regno Unito
Theresa May, Primo ministro
- Unione europea
Donald Tusk, 
Presidente del Consiglio europeo
- Unione europea
Jean-Claude Juncker,  
Presidente della Commissione

## Leader invitati

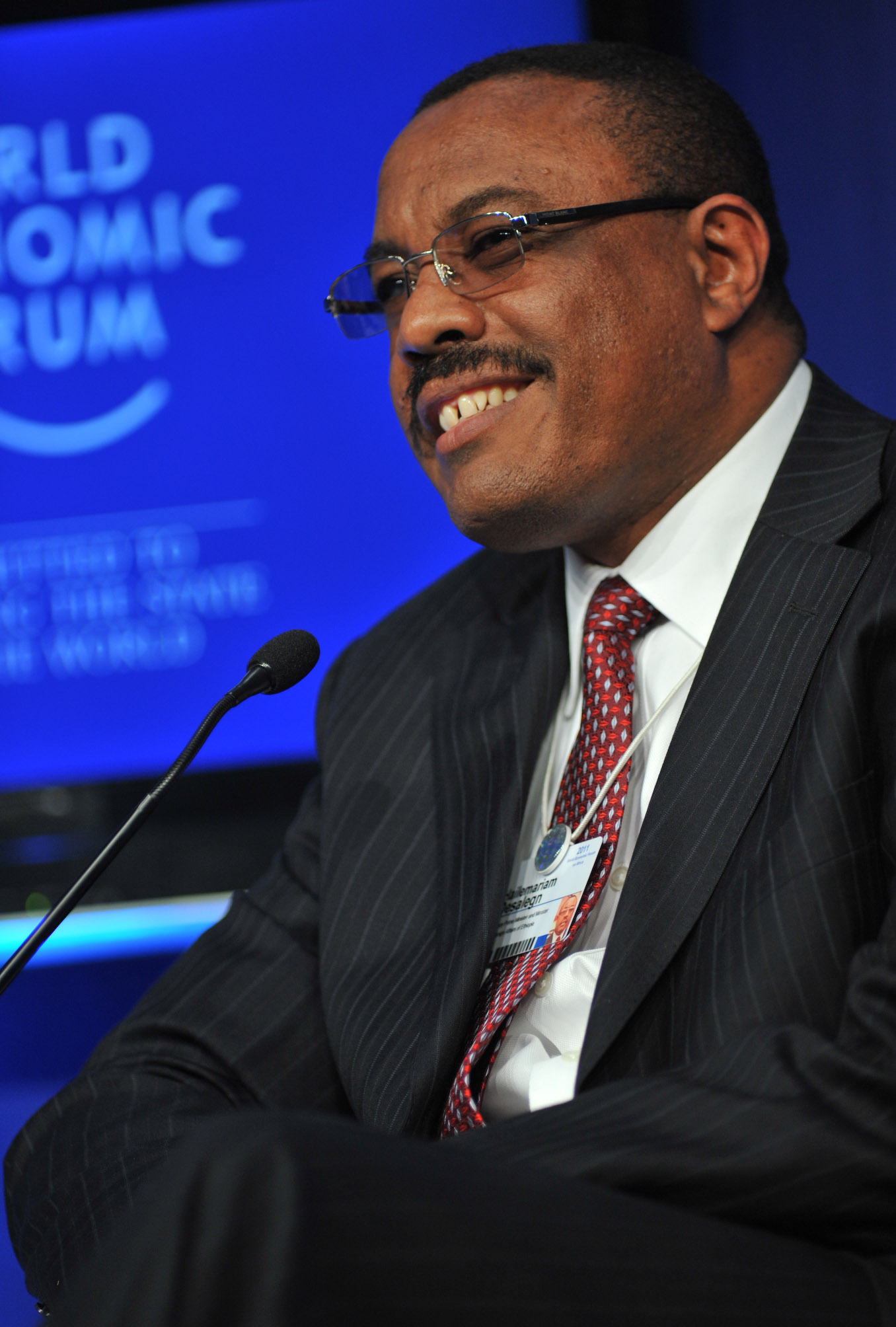
ETH Haile Mariam Desalegn, Primo ministro
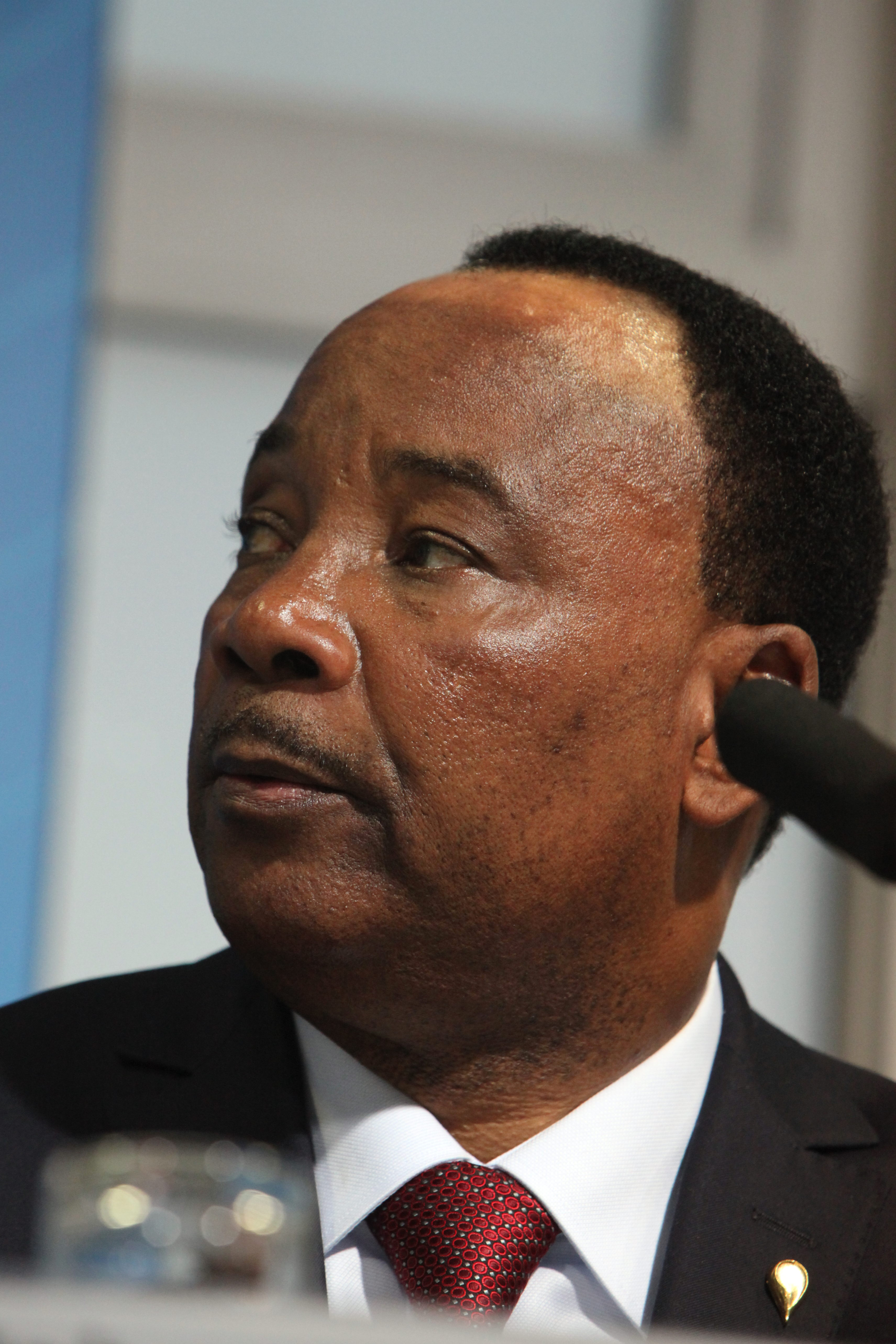
NER Mahamadou Issoufou, Presidente
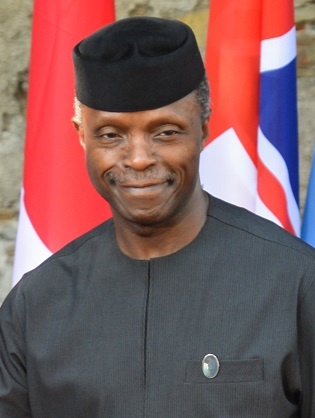
NGA Yemi Osinbajo, Presidente facente funzioni
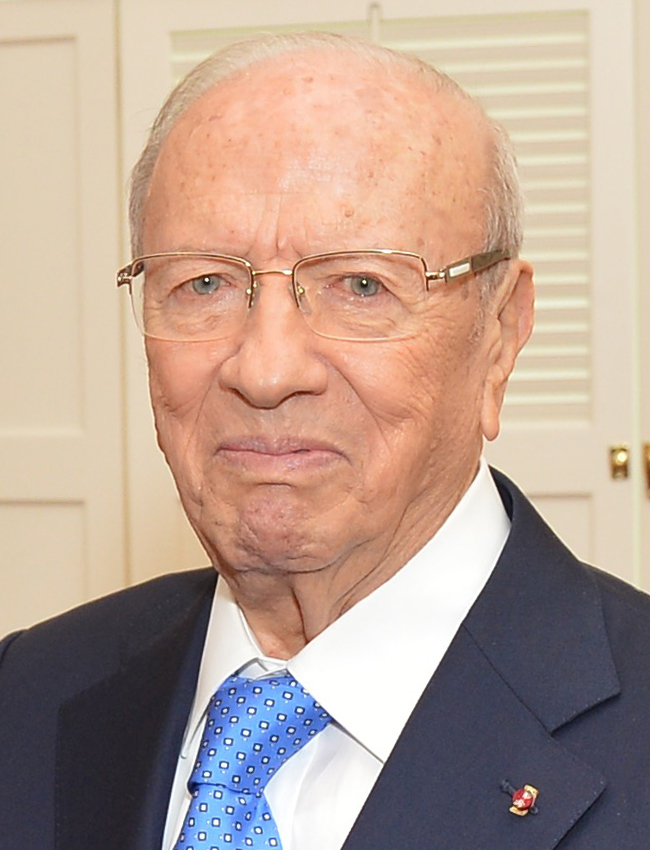
TUN Beji Caid Essebsi, Presidente
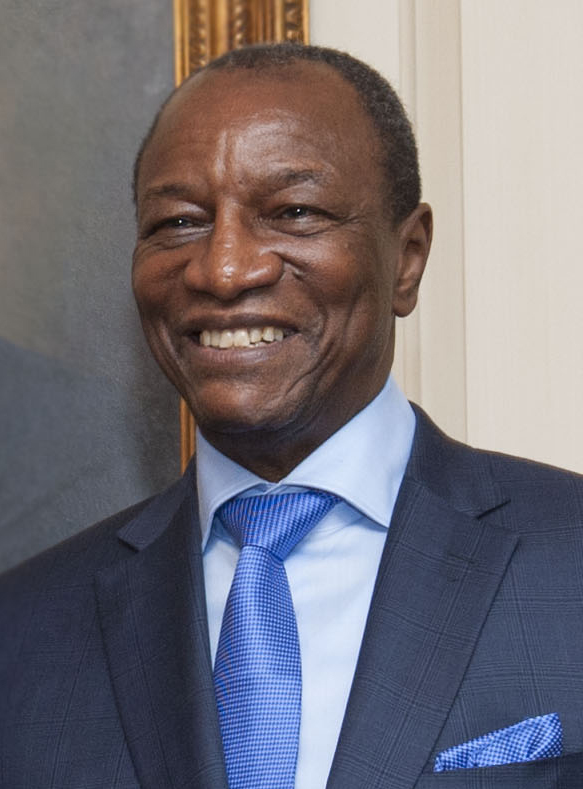
GIN Alpha Condé, Presidente

- Etiopia
Haile Mariam Desalegn, 
Primo ministro
- Niger
Mahamadou Issoufou, 
Presidente
- Nigeria
Yemi Osinbajo, 
Presidente facente funzioni[7]
- Tunisia
Beji Caid Essebsi, 
Presidente
- Guinea
Alpha Condé, 
Presidente[8]

## Organizzazioni internazionali

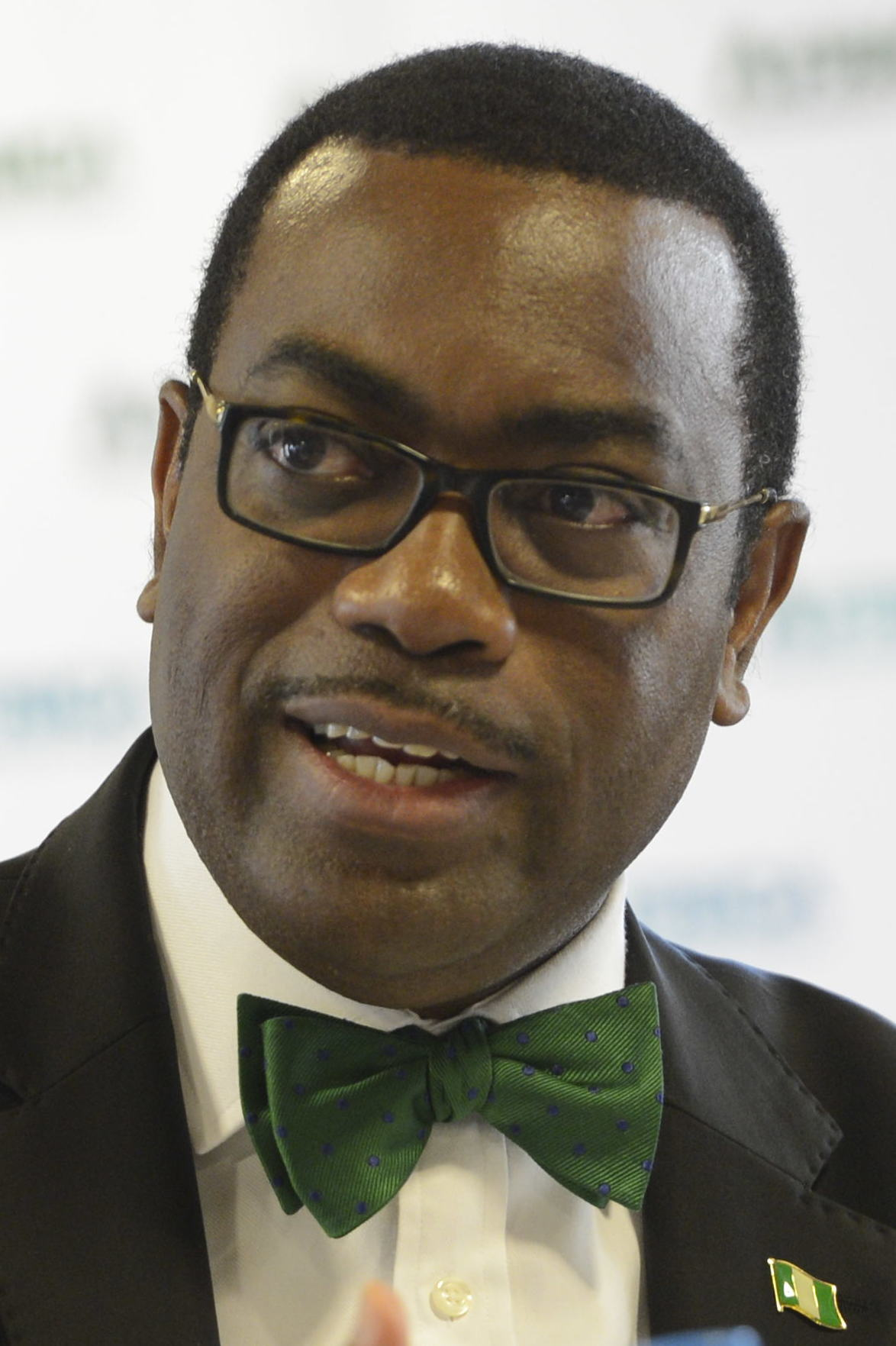
Banca africana di sviluppo Akinwumi Adesina, Presidente
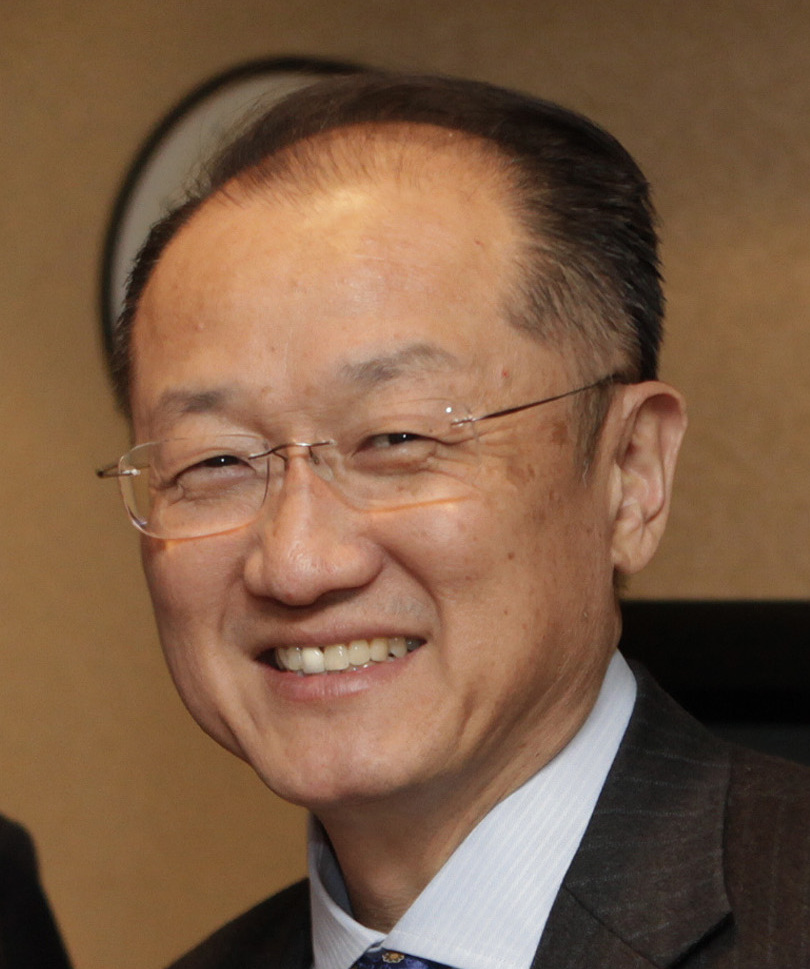
Banca Mondiale Jim Yong Kim, Presidente
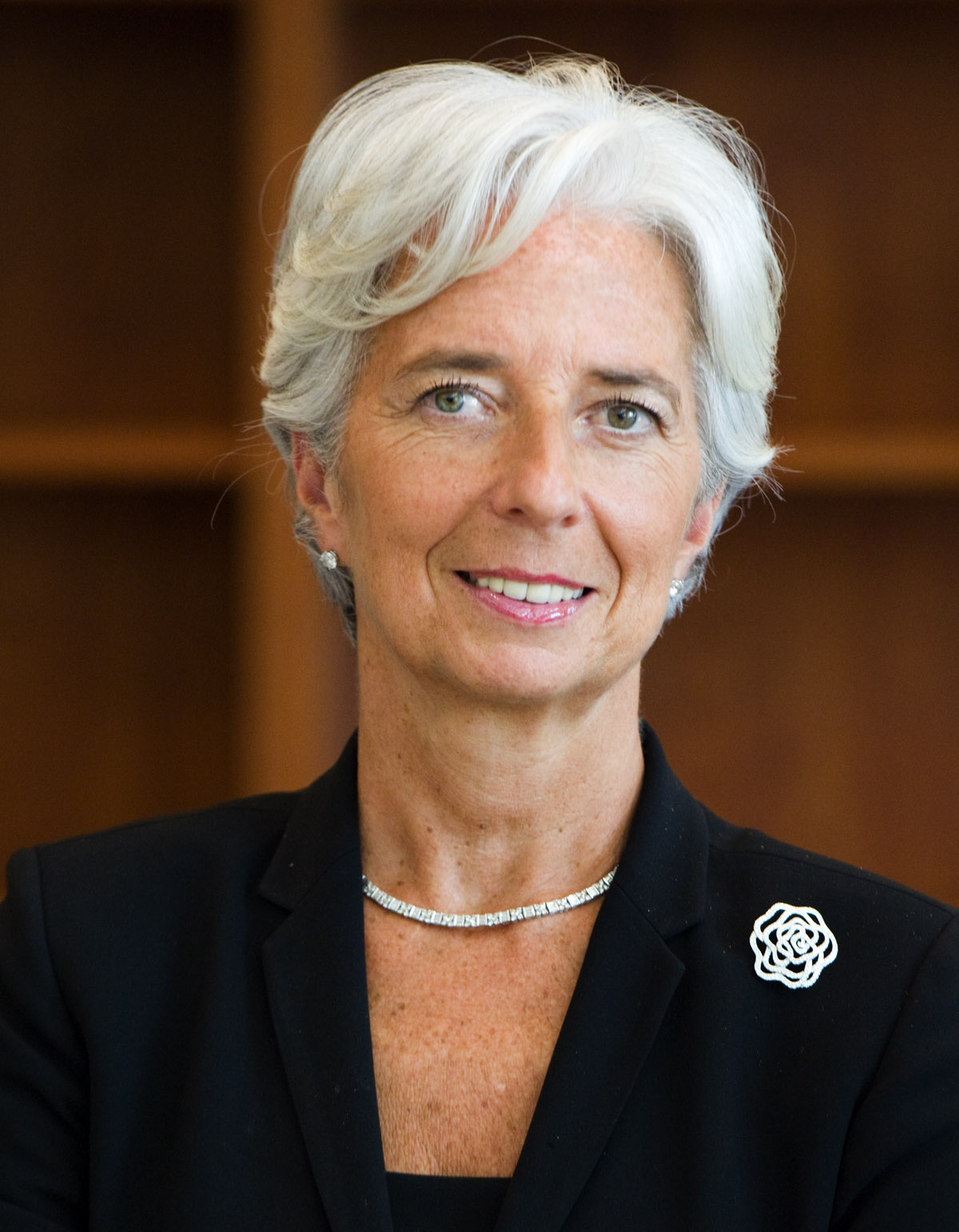
Fondo monetario internazionale Christine Lagarde, Direttore Operativo
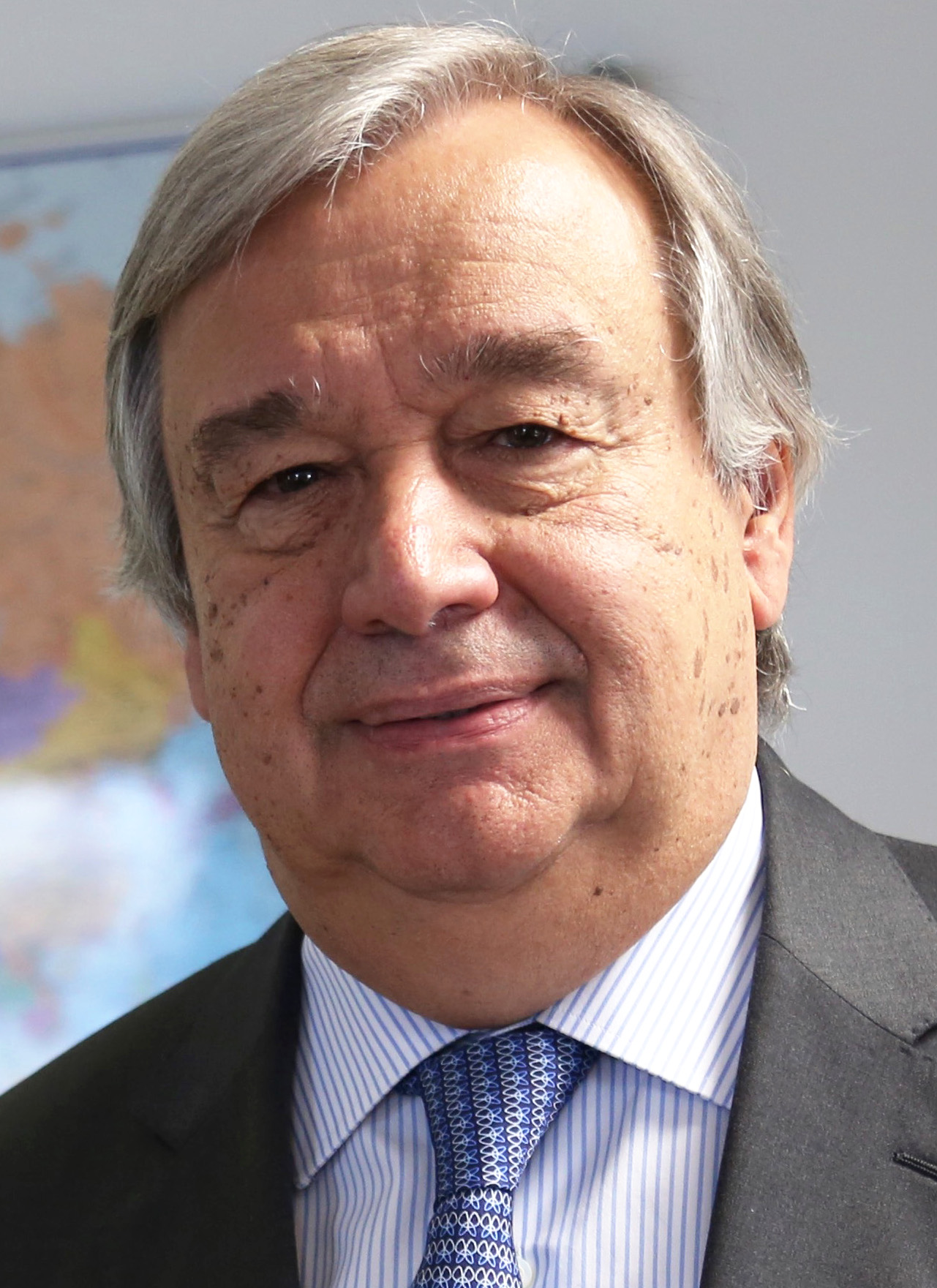
Nazioni Unite António Guterres, Segretario generale
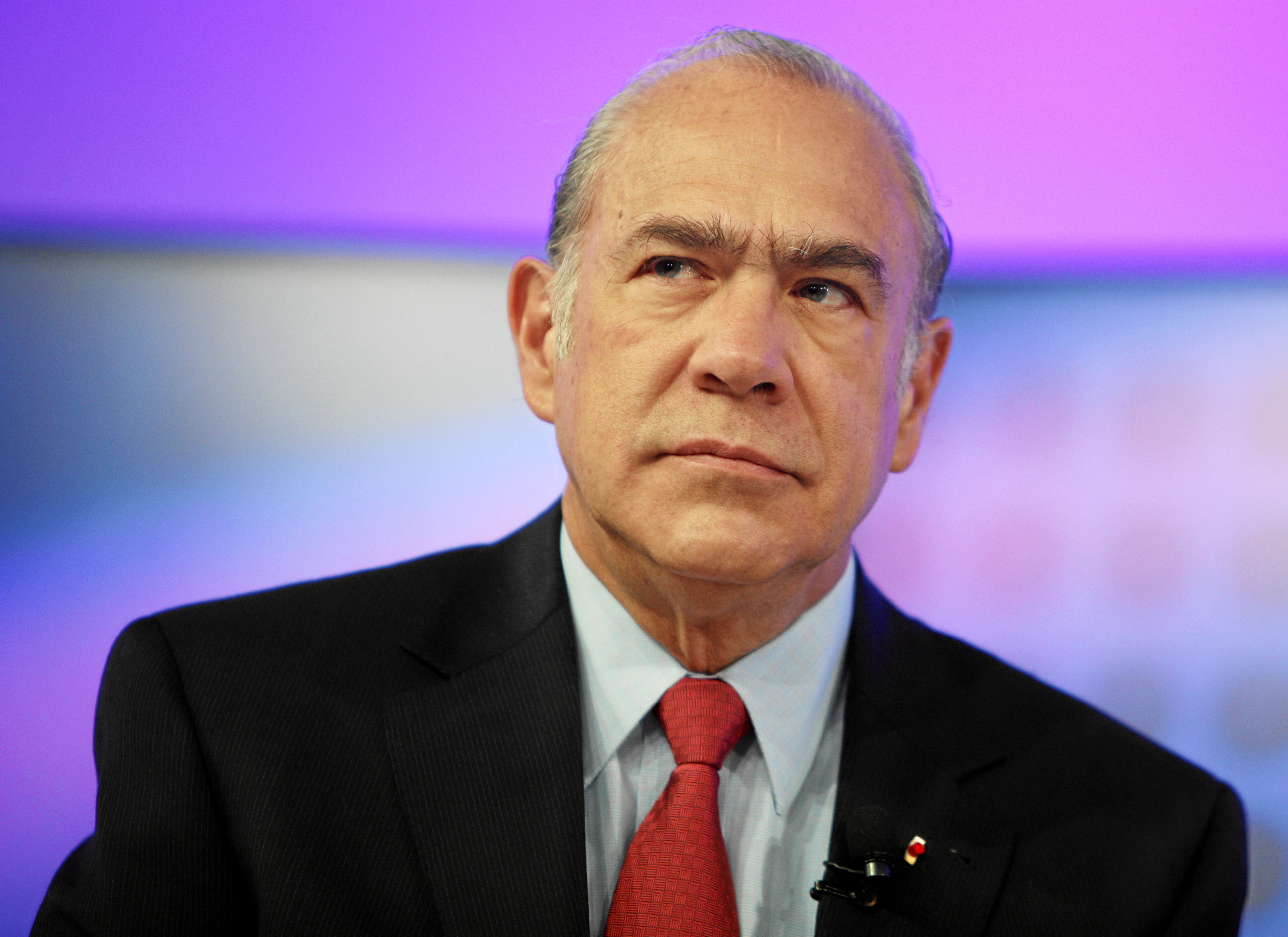
OCSE Ángel Gurría, Segretario generale
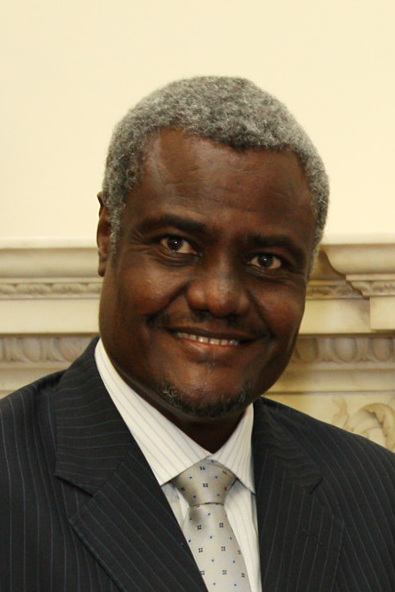
Unione africana Moussa Faki, Presidente della Commissione

## Altri summit nell'ambito del G7
| Data                 | Città ospitante | Summit                              | Foto |
| -------------------- | --------------- | ----------------------------------- | ---- |
| 30-31 marzo 2017     | Firenze         | G7 Ministri della Cultura           |      |
| 9-10 aprile 2017     | Roma            | G7 Ministri dell'Energia            |      |
| 10-11 aprile 2017    | Lucca           | G7 Ministri degli Esteri            |      |
| 11-13 maggio 2017    | Bari            | G7 Ministri delle Finanze           |      |
| 10-11 giugno 2017    | Bologna         | G7 Ministri dell'Ambiente           |      |
| 21-22 giugno 2017    | Cagliari        | G7 Ministri dei Trasporti           |      |
| 25-26 settembre 2017 | Torino          | G7 Ministri dell'Industria          |      |
| 27-28 settembre 2017 | Torino          | G7 Ministri di Scienza e Tecnologia |      |
| 29-30 settembre 2017 | Torino          | G7 Ministri del Lavoro              |      |
| 14-15 ottobre 2017   | Bergamo         | G7 Ministri dell'Agricoltura        |      |
| 19-20 ottobre 2017   | Ischia          | G7 Ministri dell'Interno            |      |
| 5-6 novembre 2017    | Milano          | G7 Ministri della Salute            |      |
| 15-16 novembre 2017  | Taormina        | G7 Pari Opportunità                 |      |

Fonte: